# Deutsch Nepal
Deutsch Nepal (Дойч Непаль) — сольний проект шведа Петера Андерссона (відомішого як Lina Der Baby Doll General, колишнього учасника Njurmännen). Назва проекту походить від треку, що з'явився 1972 року на однойменній платівці німецького краут-рокового гурту Amon Düül II. 
Петер також є співзасновником лейблу Cold Meat Industry.

## Дискографія
- Deflagration of Hell (1992)
- Benevolence (Flogging Satin Alive) (1993)
- Tolerance (How the Servant Utilized His Masters) (1994)
- ¡Comprendido!... Time Stop! ...And World Ending (1996)
- Erosion (1999)
- A Silent Siege (2002)
- Deflagration of Hell (Remaster) (2003)
- Erotikon (2006)
- Amygdala (2011)
- Alcohology (2015)